# Bogdan Stefanow
Bogdan Stefanow (bulgarisch Богдан Стефанов; * 14. Dezember 1990) ist ein  bulgarischer Eishockeyspieler, der seit 2015 beim SK Irbis-Skate in der bulgarischen Eishockeyliga spielt.

## Karriere
Bogdan Stefanow begann seine Karriere als Eishockeyspieler in der Nachwuchsabteilung des HK Slawia Sofia. Mit dem Team gewann er 2008, 2009, 2010, 2011 und 2012 die bulgarische Landesmeisterschaft und 2008, 2009, 2010 und 2011 auch den Pokalwettbewerb. 2012 und 2013 wurde er zum besten Verteidiger der bulgarischen Eishockeyliga gewählt. 2013 wechselte er zum HK ZSKA Sofia, mit dem er 2014 ebenfalls Pokalsieger und Meister Bulgariens wurde. Seit 2015 spielt er für den SK Irbis-Skate, mit dem er 2016, 2017 und 2019 erneut bulgarischer Meister wurde.

### International
Im Nachwuchsbereich nahm Stefanow an den U18-Weltmeisterschaften der Division III 2006 und 2008 und der Qualifikation zur U18-Weltmeisterschaft 2007, als die Bulgaren an der Türkei scheitertensowie den U20-Weltmeisterschaften 2006, 2008, als er zum besten Spieler seiner Mannschaft gewählt wurde, und 2010 in der Division III teil.
In der Herren-Auswahl seines Landes spielte Stefanow bei den Weltmeisterschaften der Division II 2009, 2010, 2011, 2012, 2013, 2015 und 2016, als er zum besten Spieler seiner Mannschaft gewählt wurde sowie der Division III der 2014, als den Bulgaren der sofortige Wiederaufstieg Division II gelang, 2018 und 2019, als erneut der Aufstieg in die Division II geschafft wurde. Zudem spielte er bei der Olympiaqualifikation für die Winterspiele in Pyeongchang 2018.

## Erfolge und Auszeichnungen
- 2008 Bulgarischer Meister und Pokalsieger mit dem HK Slawia Sofia
- 2009 Bulgarischer Meister und Pokalsieger mit dem HK Slawia Sofia
- 2010 Bulgarischer Meister und Pokalsieger mit dem HK Slawia Sofia
- 2011 Bulgarischer Meister und Pokalsieger mit dem HK Slawia Sofia
- 2012 Bulgarischer Meister mit dem HK Slawia Sofia
- 2012 Bester Verteidiger der bulgarischen Eishockeyliga
- 2013 Bester Verteidiger der bulgarischen Eishockeyliga
- 2014 Bulgarischer Meister und Pokalsieger mit dem HK ZSKA Sofia
- 2106 Bulgarischer Meister mit dem SK Irbis-Skate
- 2017 Bulgarischer Meister mit dem SK Irbis-Skate
- 2019 Bulgarischer Meister mit dem SK Irbis-Skate

### International
- 2014 Aufstieg in die Division II, Gruppe B, bei der Weltmeisterschaft der Division III
- 2019 Aufstieg in die Division II, Gruppe B, bei der Weltmeisterschaft der Division III